# 李民吉
李民吉（1965年1月—），男，汉族，中华人民共和国政治人物。现任华夏银行党委书记，董事长、执行董事。第十四届全国政协委员（2025年3月被撤销资格）。